# Kreuzweg Hochberg
Der Kreuzweg Hochberg befindet sich auf dem Hochberg in der Marktgemeinde Perchtoldsdorf im Bezirk Mödling in Niederösterreich. Er steht unter Denkmalschutz.

## Beschreibung

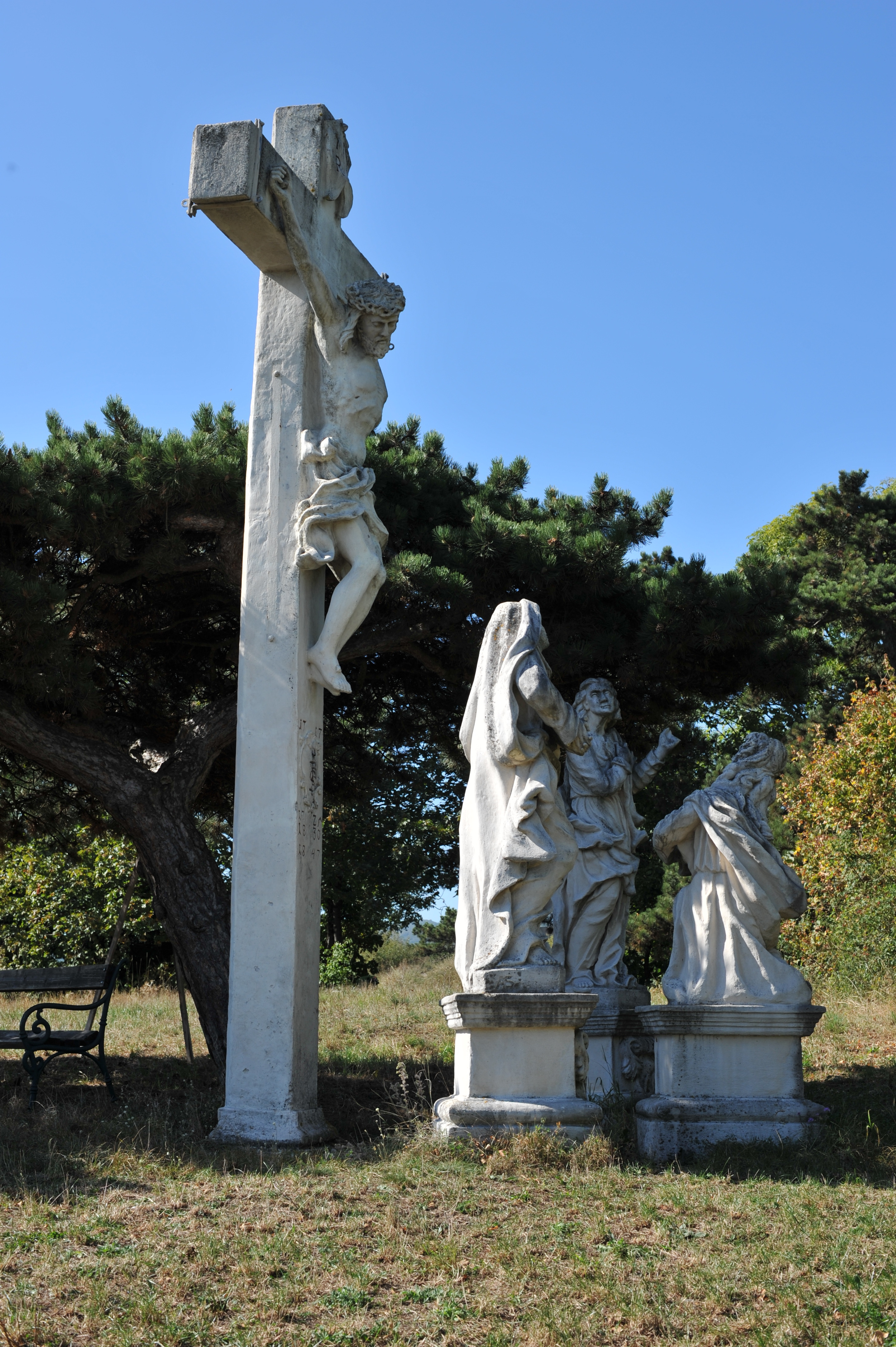
Barocke Kreuzigungsgruppe, 12. Station

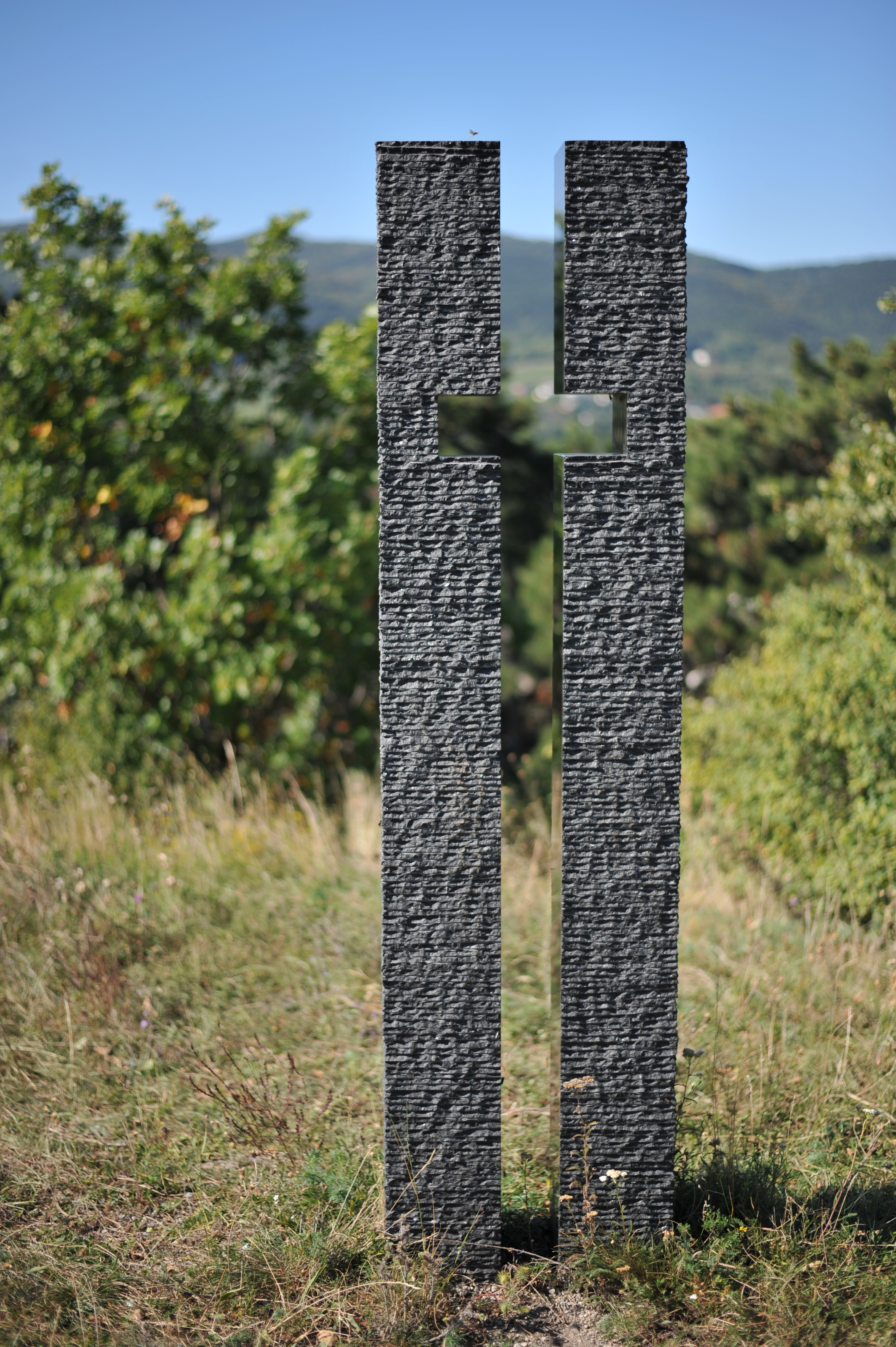
Auferweckung, 14. Station

Den Kreuzweg mit seinen Stationen aus geometrischen Granitmodulen schuf 2003 der Bildhauer Herbert Meusburger.
Dabei wurde die barocke Kreuzigungsgruppe mit Assistenzfiguren aus dem ersten Viertel des 18. Jahrhunderts als 12. Station eingebunden. Die Figuren zeigen die Jahresangaben 17(17), 1725, 1830 und 1842. 